# Ахмед-султан Афшар
Ахмед-султан Афшар (азерб. Əhməd sultan Əfşar; ум. XVI, Аламут, Сефевидское государство) —  военный и политический деятель Сефевидского государства, горчубаши, губернатор Фараха.

## Биография
Ахмед-султан происходил из кызылбашского племени афшар. Впервые упоминается как находившийся под командованием губернатора Герата, Эмир-хана Мосуллу. Он был задействован против тимуридского принца Мухаммед Заман Мирзы Байкары, захватившего Герат в 1516 году. В 1520 был губернатором Туса и Мешхеда, но вскоре был сменён на Бурун-султана. В 1522 году новый губернатор Хорасана, Дурмуш-хан Шамлы, назначил его губернатором следующих округов: Гератруд, Лангар-и Гиясия, Сакар и Тулак (горные районы к востоку от Герата), Фарах, Себзевар, Ук и Гала-гах (крепости между Фарахом и Систаном). Ахмед-султан был участником Джамской битвы в 1528 году, где шах Тахмасиб I разбил узбеков.